# Гармаш Тамара Іванівна
Тамара Іванівна Гармаш (25 вересня 1963, Харків) — оперна співачка (сопрано). Заслужена артистка України (2004). Лауреатка Міжнародного конкурсу оперної і камерної вокальної музики ім. І. Паторжинського (Луганськ, 1997). Закінчила Харківський інститут мистецтв (кл. М. Долідзе, 1990). Від 1985 — артистка хору, з 1993 — солістка Харківського театру опери та балету.
Оперні партії: Марильця («Тарас Бульба» М. Лисенка), Муза, Катерина («Поет» Л. Колодуба), Вона («Листи кохання» В. Губаренка), Марфа («Царева наречена» М. Римського-Корсакова), Оксана («Черевички» П. Чайковського), Віолетта, Джільда («Травіата», «Ріґолетто» Дж. Верді), Розіна («Севільський цирульник» Дж. Россіні), Серпіна («Служниця-пані» Дж. Перголезі), Церліна («Дон Жуан» В. А. Моцарта), Фраскіта, Лейла («Кармен», «Шукачі перлів» Ж. Бізе), Мюзетта («Богема» Дж. Пуччіні), Адель («Летюча миша» Й. Штрауса).
Партія сопрано у «Реквіємі» В. А. Моцарта і «Stabat mater» Дж. Перголезі.